# Smokowo (Kętrzyn)
Smokowo (deutsch Drachenstein) ist ein Ort in der polnischen Woiwodschaft Ermland-Masuren. Er gehört zur Gmina Kętrzyn (Landgemeinde Rastenburg) im Powiat Kętrzyński (Kreis Rastenburg).

## Geographische Lage
Smokowo liegt in der nördlichen Mitte der Woiwodschaft Ermland-Masuren, vier Kilometer südwestlich der Stadt Kętrzyn (deutsch Rastenburg).

## Geschichte
Bei Drachenstein handelte es sich um ein Dorf mit einem großen Gut. 1785 noch als adliges Vorwerk (mit neun Feuerstellen) erwähnt, wurde es 1820 ein adliges Gut (mit zwölf Feuerstellen bei 116 Einwohnern) genannt.
Im Jahre 1874 wurde der Gutsbezirk Drachenstein in den neu errichteten Amtsbezirk Weitzdorf (polnisch Grabno) im ostpreußischen Kreis Rastenburg eingegliedert. Die Zahl der Einwohner Drachensteins belief sich 1885 auf 129 und stieg bis 1910 auf 138.
Am 30. September 1928 gab der Gutsbezirk Drachenstein seine Eigenständigkeit auf und schloss sich mit der Landgemeinde Groß Neuhof (polnisch Biedaszki) und dem Gutsbezirk Philippsdorf (Filipówka) zur neuen Landgemeinde Groß Neuhof zusammen.
Aufgrund der Abtretung des gesamten südlichen Ostpreußen 1945 in Kriegsfolge an Polen erhielt Drachenstein die polnische Namensform „Smokowo“. Als Weiler ist der Ort heute Teil der Landgemeinde Kętrzyn (deutsch Rastenburg) im Powiat Kętrzyński (Kreis Rastenburg), von 1975 bis 1998 der Woiwodschaft Olsztyn, seither der Woiwodschaft Ermland-Masuren zugehörig.

## Kirche
Bis 1945 war Drachenstein in die evangelische Pfarrkirche Rastenburg in der Kirchenprovinz Ostpreußen der Kirche der Altpreußischen Union, außerdem in die römisch-katholische Kirche St. Katharinen in Rastenburg, Bistum Ermland, eingegliedert.
Der Bezug zur Kirche in Kętrzyn besteht katholischerseits auch noch heute für Smokowo, jetzt im Erzbistum Ermland gelegen. Evangelischerseits gehört Smokowo zur Johanneskirche Kętrzyn in der Diözese Masuren der Evangelisch-Augsburgischen Kirche in Polen.

## Verkehr
Smokowo liegt an einer Nebenstraße, die die Woiwodschaftsstraße 594 bei Biedaszki (Groß Neuhof) mit Grabno (Weitzdorf) verbindet. Die nächste Bahnstation ist Nowy Młyn (Neumühl) an der PKP -Linie 38 (Głomno–) Korsze–Białystok.

## Persönlichkeit
- Wilhelm Wien (1864–1928), deutscher Physiker, verbrachte seine Kindheit und Jugend in Drachenstein, wo sein Vater das Gut besaß